# كأس رابطة الأندية الإنجليزية المحترفة 2003–04
كأس رابطة الأندية الإنجليزية المحترفة 2003–04 (بالإنجليزية: 2003–04 EFL Cup)‏ هو الموسم رقم 44 من كأس رابطة الأندية الإنجليزية المحترفة. المسابقة مفتوحة أمام جميع الأندية المشاركة في الدوري الإنجليزي الممتاز و‌دوري كرة القدم الإنجليزية.
فاز ميدلزبره باللقب، بعد فوزه على بولتون واندررز 2–1 في النهائي.